# Donje Babine (Serbia)
Donje Babine (cyr. Доње Бабине) – wieś w Serbii, w okręgu zlatiborskim, w gminie Prijepolje. W 2011 roku liczyła 223 mieszkańców.